# Didier Défago
Didier Défago (ur. 2 października 1977 w Morgins) – szwajcarski narciarz alpejski, mistrz olimpijski i trzykrotny medalista mistrzostw świata juniorów.

## Kariera
Po raz pierwszy na arenie międzynarodowej Didier Défago pojawił się w 1995 roku, podczas mistrzostw świata juniorów w Voss. Jego najlepszym wynikiem było tam zajęcie 44. miejsca w biegu zjazdowym. Na rozgrywanych rok później mistrzostwach świata juniorów w Schwyz wywalczył złoty medal w supergigancie, srebrny w kombinacji alpejskiej, a w gigancie był trzeci.
W zawodach Pucharu Świata zadebiutował 7 marca 1996 w Kvitfjell, zajmując piętnaste miejsce w supergigancie. Tym samym już w swoim debiucie zdobył pierwsze pucharowe punkty. Pierwsze pucharowe podium wywalczył blisko sześć lat później, 3 marca 2002 w tej samej miejscowości, kiedy supergiganta ukończył na drugiej pozycji. Lepszy okazał się tam jedynie Włoch Alessandro Fattori. W kolejnych sezonach jeszcze kilkanaście razy stawał na podium, w tym odnosząc pięć zwycięstw: 20 grudnia 2002 w Val Gardena w supergigancie, 17 stycznia 2009 w Wengen, 24 stycznia 2009 w Kitzbühel i 29 grudnia 2011 w Bormio wygrywał zjazd, a 26 stycznia 2014 w Kitzbühel ponownie był najlepszy w supergigancie. Najlepsze wyniki osiągnął w sezonie 2008/2009, który ukończył na szóstej pozycji w klasyfikacji generalnej oraz trzeciej w klasyfikacjach zjazdu i supergiganta. Wśród zjazdowców wyprzedzili go Austriacy: Michael Walchhofer i Klaus Kröll, a w klasyfikacji supergiganta lepsi byli Norweg Aksel Lund Svindal i Włoch Werner Heel. Na szóstej pozycji w klasyfikacji generalnej znalazł się również w sezonie 2004/2005, jednak w klasyfikacjach poszczególnych konkurencji tylko raz zmieścił się w czołowej trójce: w klasyfikacji kombinacji uplasował się za Austriakiem Benjaminem Raichem i Norwegiem Lasse Kjusem. W tym samym sezonie był też czwarty w klasyfikacji supergiganta.
Mistrzostwa świata w St. Anton w 2001 roku były jego pierwszą dużą imprezą wśród seniorów. Szwajcar zajął tam jedenaste miejsce w supergigancie, a rywalizacji w kombinacji nie ukończył. Na rozgrywanych rok później igrzyskach olimpijskich w Salt Lake City był między innymi szósty w supergigancie i jedenasty w slalomie gigancie. Bez medalu wrócił także z mistrzostw świata w Sankt Moritz w 2003 roku, rozgrywanych dwa lata później mistrzostw świata w Bormio oraz igrzysk olimpijskich w Turynie w 2006 roku. Blisko podium znalazł się w superkombinacji na mistrzostwach świata w Åre w 2007 roku. W zawodach tych zajął czwarte miejsce, przegrywając walkę o medal ze swym rodakiem, Markiem Berthodem o 0,27 sekundy. Na MŚ w Val d’Isère w 2009 roku i MŚ w Schladming w 2013 roku jego najlepszym wynikiem było ósme miejsce, odpowiednio w supergigancie i zjeździe. W międzyczasie wystartował na igrzyskach olimpijskich w Vancouver, gdzie osiągnął największy sukces w karierze. W biegu zjazdowym wywalczył tam złoty medal, wyprzedzając bezpośrednio Aksela Lunda Svindala oraz Bode Millera z USA. Na mistrzostwach świata w Garmisch-Partenkirchen w 2011 roku nie wystąpił po tym, jak na treningu we wrześniu 2010 roku zerwał więzadło krzyżowe przednie w lewym kolanie. Kontuzja ta wykluczyła go z rywalizacji w całym sezonie 2010/2011. Brał także udział w igrzyskach w Soczi w 2014 roku, jednak ukończył tylko zjazd, w którym zajął czternaste miejsce.
Był także mistrzem Szwajcarii w zjeździe w 2003 roku i gigancie w latach 2004 i 2012.
Jego młodszy brat, Daniel Défago również uprawiał narciarstwo alpejskie.

## Osiągnięcia

### Igrzyska olimpijskie
| Miejsce | Dzień     | Rok  | Miejscowość    | Konkurencja     | Czas biegu  | Strata  | Zwycięzca           |
| ------- | --------- | ---- | -------------- | --------------- | ----------- | ------- | ------------------- |
| 21.     | 10 lutego | 2002 | Salt Lake City | Zjazd           | 1:39,13 min | +2,14 s | Fritz Strobl        |
| DNF     | 13 lutego | 2002 | Salt Lake City | Kombinacja      | 3:17,56 min | –       | Kjetil André Aamodt |
| 6.      | 16 lutego | 2002 | Salt Lake City | Supergigant     | 1:21,58 min | +0,69 s | Kjetil André Aamodt |
| 14.     | 21 lutego | 2002 | Salt Lake City | Gigant          | 2:23,28 min | +2,26 s | Stephan Eberharter  |
| 26.     | 12 lutego | 2006 | Turyn          | Zjazd           | 1:48,80 min | +2,71 s | Antoine Dénériaz    |
| DNF     | 14 lutego | 2006 | Turyn          | Kombinacja      | 3:09,35 min | –       | Ted Ligety          |
| 16.     | 18 lutego | 2006 | Turyn          | Supergigant     | 1:30,65 min | +1,25 s | Kjetil André Aamodt |
| 14.     | 20 lutego | 2006 | Turyn          | Gigant          | 2:35,00 min | +2,60 s | Benjamin Raich      |
| 1.      | 15 lutego | 2010 | Vancouver      | Zjazd           | 1:54,31 min | –       | –                   |
| 15.     | 19 lutego | 2010 | Vancouver      | Supergigant     | 1:30,34 min | +1,09 s | Aksel Lund Svindal  |
| DNF     | 21 lutego | 2010 | Vancouver      | Superkombinacja | 2:44,92 min | –       | Bode Miller         |
| 14.     | 9 lutego  | 2014 | Soczi          | Zjazd           | 2:06.23 min | +1,56 s | Matthias Mayer      |
| DNF1    | 16 lutego | 2014 | Soczi          | Supergigant     | 1:18,14 min | –       | Kjetil Jansrud      |
| DNF1    | 19 lutego | 2014 | Soczi          | Slalom gigant   | 2:45,29 min | –       | Ted Ligety          |

### Mistrzostwa świata
| Miejsce | Dzień       | Rok  | Miejscowość          | Konkurencja     | Czas biegu  | Strata  | Zwycięzca           |
| ------- | ----------- | ---- | -------------------- | --------------- | ----------- | ------- | ------------------- |
| 11.     | 30 stycznia | 2001 | St. Anton am Arlberg | Supergigant     | 1:21,46 min | +1,29 s | Daron Rahlves       |
| DNF     | 5 lutego    | 2001 | St. Anton am Arlberg | Kombinacja      | 2:58,25 min | –       | Kjetil André Aamodt |
| 21.     | 2 lutego    | 2003 | Sankt Moritz         | Supergigant     | 1:38,80 min | +2,29 s | Stephan Eberharter  |
| 7.      | 6 lutego    | 2003 | Sankt Moritz         | Kombinacja      | 3:18,41 min | +1,58 s | Bode Miller         |
| 22.     | 12 lutego   | 2003 | Sankt Moritz         | Gigant          | 2:45,93 min | +1,84 s | Bode Miller         |
| 7.      | 29 stycznia | 2005 | Bormio               | Supergigant     | 1:27,55 min | +1,61 s | Bode Miller         |
| 14.     | 3 lutego    | 2005 | Bormio               | Kombinacja      | 3:19,10 min | +5,41 s | Benjamin Raich      |
| 6.      | 5 lutego    | 2005 | Bormio               | Zjazd           | 1:56,22 min | +1,15 s | Bode Miller         |
| 12.     | 9 lutego    | 2005 | Bormio               | Gigant          | 2:50,41 min | +2,80 s | Hermann Maier       |
| 5.      | 13 lutego   | 2005 | Bormio               | Drużynowo       | 26 pkt      | +20 pkt | Niemcy              |
| 17.     | 6 lutego    | 2007 | Åre                  | Supergigant     | 1:14,30 min | +1,15 s | Patrick Staudacher  |
| 4.      | 8 lutego    | 2007 | Åre                  | Superkombinacja | 2:28,99 min | +0,51 s | Daniel Albrecht     |
| 10.     | 11 lutego   | 2007 | Åre                  | Zjazd           | 1:44,68 min | +1,44 s | Aksel Lund Svindal  |
| 13.     | 14 lutego   | 2007 | Åre                  | Gigant          | 2:19,64 min | +1,80 s | Aksel Lund Svindal  |
| 8.      | 4 lutego    | 2009 | Val d’Isère          | Supergigant     | 1:19,41 min | +1,69 s | Didier Cuche        |
| DNF1    | 7 lutego    | 2009 | Val d’Isère          | Zjazd           | 2:07,01 min | –       | John Kucera         |
| 20.     | 13 lutego   | 2009 | Val d’Isère          | Gigant          | 2:18,82 min | +3,88 s | Carlo Janka         |
| 26.     | 6 lutego    | 2013 | Schladming           | Supergigant     | 1:23,96 min | +2,85 s | Ted Ligety          |
| 8.      | 9 lutego    | 2013 | Schladming           | Zjazd           | 2:01,32 min | +1,59 s | Aksel Lund Svindal  |
| DNF2    | 15 lutego   | 2013 | Schladming           | Gigant          | 2:28,92 min | –       | Ted Ligety          |

### Mistrzostwa świata juniorów
| Miejsce | Dzień     | Rok  | Miejscowość | Konkurencja | Czas biegu  | Strata    | Zwycięzca          |
| ------- | --------- | ---- | ----------- | ----------- | ----------- | --------- | ------------------ |
| 44.     | 16 marca  | 1995 | Voss        | Zjazd       | 1:41,19 min | +6,02 s   | Kurt Sulzenbacher  |
| DNF     | 19 marca  | 1995 | Voss        | Slalom      | 1:32,12 min | –         | Florian Seer       |
| DNF     | 21 marca  | 1995 | Voss        | Gigant      | 1:58,91 min | –         | Christoph Gruber   |
| 4.      | 27 lutego | 1996 | Schwyz      | Zjazd       | 1:31,08 min | +1,11 s   | Ambrosi Hoffmann   |
| 1.      | 28 lutego | 1996 | Schwyz      | Supergigant | 1:26,76 min | –         | –                  |
| 3.      | 1 marca   | 1996 | Schwyz      | Gigant      | 2:03,09 min | +1,47 s   | Rainer Schönfelder |
| 9.      | 3 marca   | 1996 | Schwyz      | Slalom      | 1:31,71 min | +2,12 s   | Benjamin Raich     |
| 2.      | 3 marca   | 1996 | Schwyz      | Kombinacja  | 36,03 pkt   | +1,46 pkt | Rainer Schönfelder |

### Puchar Świata

#### Miejsca w klasyfikacji generalnej
| Sezon     | Puchar Świata | Zjazd       | Slalom     | Gigant      | Supergigant | Kombinacja |
| --------- | ------------- | ----------- | ---------- | ----------- | ----------- | ---------- |
| 1995/1996 | 126.miejsce   | –           | –          | –           | 38.miejsce  | –          |
| 1997/1998 | 138.miejsce   | –           | –          | 54.miejsce  | –           | –          |
| 1998/1999 | 93.miejsce    | –           | –          | –           | 29.miejsce  | –          |
| 1999/2000 | 27.miejsce    | 39.miejsce  | –          | 15.miejsce  | 16.miejsce  | –          |
| 2000/2001 | 24.miejsce    | 17.miejsce  | –          | 23.miejsce  | 13.miejsce  | –          |
| 2001/2002 | 14.miejsce    | 34.miejsce  | –          | 13.miejsce  | 7.miejsce   | 7.miejsce  |
| 2002/2003 | 11.miejsce    | 18.miejsce  | 53.miejsce | 11.miejsce  | 7.miejsce   | 7.miejsce  |
| 2003/2004 | 32.miejsce    | 21.miejsce  | –          | 31.miejsce  | 26.miejsce  | 13.miejsce |
| 2004/2005 | 6.miejsce     | 15.miejsce  | –          | 14.miejsce  | 4.miejsce   | 3.miejsce  |
| 2005/2006 | 15.miejsce    | 9.miejsce   | 52.miejsce | 21.miejsce  | 22.miejsce  | 9.miejsce  |
| 2006/2007 | 14.miejsce    | 21.miejsce  | 61.miejsce | 29.miejsce  | 14.miejsce  | 15.miejsce |
| 2007/2008 | 9.miejsce     | 9.miejsce   | –          | 18.miejsce  | 4.miejsce   | 21.miejsce |
| 2008/2009 | 6.miejsce     | 3.miejsce   | –          | 20.miejsce  | 3.miejsce   | 20.miejsce |
| 2009/2010 | 12.miejsce    | 8.miejsce   | –          | 28.miejsce  | 12.miejsce  | 8.miejsce  |
| 2010/2011 | –             | –           | –          | –           | –           | –          |
| 2011/2012 | 18.miejsce    | 13.miejsce  | –          | 17.miejsce  | 19.miejsce  | 23.miejsce |
| 2012/2013 | 30.miejsce    | 29.miejsce  | –          | 19.miejsce  | 26.miejsce  | –          |
| 2013/2014 | 19. miejsce   | 16. miejsce | –          | 36. miejsce | 6. miejsce  | –          |

#### Zwycięstwa w zawodach
1. Val Gardena – 20 grudnia 2002 (supergigant)
2. Wengen – 17 stycznia 2009 (zjazd)
3. Kitzbühel – 24 stycznia 2009 (zjazd)
4. Bormio – 29 grudnia 2011 (zjazd)
5. Kitzbühel – 26 stycznia 2014 (supergigant)

#### Pozostałe miejsca na podium w zawodach
1. Kvitfjell – 3 marca 2002 (supergigant) – 2. miejsce
2. Kitzbühel – 26 stycznia 2003 (kombinacja) – 3. miejsce
3. Wengen – 14 stycznia 2005 (kombinacja) – 3. miejsce
4. Garmisch-Partenkirchen – 20 lutego 2005 (supergigant) – 2. miejsce
5. Kvitfjell – 6 marca 2005 (supergigant) – 2. miejsce
6. Alta Badia – 17 grudnia 2006 (gigant) – 3. miejsce
7. Bormio – 13 marca 2008 (supergigant) – 2. miejsce
8. Val Gardena – 19 grudnia 2008 (supergigant) – 2. miejsce
9. Beaver Creek – 4 grudnia 2009 (superkombinacja) – 2. miejsce
10. Bormio – 29 grudnia 2009 (zjazd) – 2. miejsce